# Facility management
In economia aziendale il facility management (in italiano gestione delle strutture) (norme e definizione ufficiale europea: EN 15221) è la funzione di un'organizzazione che gestisce lo spazio di lavoro in modo che sia adeguato e fruibile alle persone (sia lavoratori che ospiti/utenti). Si occupa dei processi che non riguardano il core business di un'impresa o le finalità di un ente pubblico, ovvero produttività d'ufficio, utility, sicurezza, telecomunicazioni, servizio mensa, manutenzioni, ecc. Nell'accezione oggi di uso più comune, per facility management si intende principalmente tutto ciò che afferisce alla gestione di edifici unitamente ai loro impianti e servizi connessi, quali, ad esempio, gli impianti elettrici e termoidraulici, gli impianti di illuminazione, di condizionamento, ma anche i servizi di pulizia, facchinaggio, ristorazione e benessere aziendale, portineria, giardinaggio, flotta aziendale, vigilanza, sanificazione (ad esempio la derattizzazione), prenotazioni, e tante altre.
Il facility management viene spesso confuso con l'esternalizzazione. L'equivoco nasce dal fatto che per le attività estranee al core business si può scegliere di adottare, ma non necessariamente, procedure di esternalizzazione anziché una gestione diretta e "interna".

## Descrizione
Posto che per facility si intende, in senso lato, "struttura" ovvero infrastrutture, terreni ed aree, opere, apparecchiature, dispositivi (parte tangibile) o servizi (parte intangibile) atto a rendere possibili i processi primari di un'organizzazione (ossia qualsiasi elemento, anche un edificio, che sia stato costruito, installato, o creato per supportare il core business aziendale), risulta chiaro che l'obiettivo primario del facility management è il coordinamento dello spazio fisico di lavoro con le risorse umane e l'attività propria dell'azienda.
Il facility management, dunque, integra i principi della gestione economica e finanziaria d'azienda, dell'architettura e delle scienze comportamentali e ingegneristiche. Si tratta di un approccio integrato che presuppone lo sviluppo e l'implementazione di politiche, standard e processi che supportano le attività primarie, rendendo l'organizzazione in grado di adattarsi ai cambiamenti e di migliorare l'efficacia.
Dal punto di vista della finanza immobiliare, il facility management sta acquisendo sempre maggior rilievo in qualità di garante del continuativo, affidabile e ottimale funzionamento delle strutture immobiliari e della loro fruibilità. L'immobile diventa pertanto equiparabile, dal punto di vista finanziario, a una obbligazione a lungo termine e a elevata affidabilità. Ambiti istituzionali, accademici e finanziari stanno convergendo verso la promozione di una nuova e scientifica alleanza tra facility management e finanza immobiliare. 
Esistono aziende che hanno come scopo il facility management erogato a imprese, enti pubblici, organizzazioni in genere.